# ني مانولادا
ني مانولاس (Νέα Μανολάς) هي مدينة في إليا في مقاطعة كينتريكي إلادا في اليونان.